# 梅迪纳塞利
梅迪纳塞利，是西班牙卡斯蒂利亚-莱昂索里亚省的一个市镇。总面积205平方公里，总人口737人（2001年），人口密度4人/平方公里。